# Кевин Картер
Кевин Картер (септембар 1960 — јул 1994) био је фотограф у Јужној Америци и члан „Клуба Бенг-Бенг“ (Bang-Bang Club).

## Биографија
Кевин Картер рођен је у Јоханезбургу у Јужној Африци. Одрастао је у породици средње класе. Као дете, волео је да посматра полицијске рације у којима су били хапшени црнци који су се нелегално насељавали. Родитељи су му били католици.
По завршетку средње школе отишао је у војску у Јужној Африци где је четири године био у авијацији. Након бомбашког напада у Преторији, 1983. године, одлучио је да постане фотограф и новинар.

## Фотографска каријера
На почетку је радио као спортски фотограф, 1983. године. Од 1984. године, почео је да ради за новину „Звезда“ (The Star). Најчешће су се фотографисале бруталности расне дискриминације. 
Картер је био први фотограф који је јавно објавио фотографије погубљења у Јужној Африци, средином 1980-их година. 
Добитник је Пулицерове награде за фотографију „Глад у Судану“ 1993. године. Убио се у 33. години живота. Његов живот приказан је у филму „Бенг Бенг“ 2010. године. 

## Фотографија Судана
У марту 1993. године, настала је фотографија из Судана када је Картер био на пропутовању. Фотографисао је дете које пузи од глади док су у близини већ били слетели лешинари. 
У јавности је био осуђиван јер није помогао дечаку са фотографије већ га оставио у истом стању. Као разлог због кога није помогао дечаку, истиче да је његов посао био посао фотографа који је само сликао и коме је речено да не дира гладну децу због могућности заразе. Ипак јавност није била задовољна добијеним одговором и често га је прозивала због чега се на крају и убио.